# Lem B. Parker
Lem B. Parker, nato Lemuel Parker (1865 – Amarillo, 3 aprile 1928), è stato un regista e sceneggiatore statunitense del cinema muto.

## Biografia
Era sposato con Minnie Dixon. Lavorò nel cinema per la Selig Polyscope, girando in un paio d'anni oltre una quarantina di pellicole. Scrisse anche una decina di sceneggiature e apparve saltuariamente in qualche film come attore.

## Filmografia

### Regista
- The House of His Master – cortometraggio (1912)
- Into the Genuine – cortometraggio (1912)
- A Detective's Strategy – cortometraggio (1912)
- Tempted by Necessity – cortometraggio (1912)
- Her Educator – cortometraggio (1912)
- Saved by Fire, – cortometraggio (1912)
- When Helen Was Elected – cortometraggio (1912)
- The Vintage of Fate – cortometraggio (1912)
- The Millionaire Vagabonds – cortometraggio (1912)
- Harbor Island – cortometraggio (1912)
- The Lipton Cup: Introducing Sir Thomas Lipton – cortometraggio (1913)
- A Little Child Shall Lead Them – cortometraggio (1913)
- The Governor's Daughter
- Her Only Son – cortometraggio (1913)
- Two Men and a Woman – cortometraggio (1913)
- The Spanish Parrot Girl – cortometraggio (1913)
- Diverging Paths – cortometraggio (1913)
- Love Before Ten – cortometraggio (1913)
- Margarita and the Mission Funds – cortometraggio (1913)
- The Hoyden's Awakening – cortometraggio (1913)
- With Love's Eyes – cortometraggio (1913)
- The Tie of the Blood – cortometraggio (1913)
- The Burglar Who Robbed Death – cortometraggio (1913)
- A Welded Friendship – cortometraggio (1913)
- Her Guardian – cortometraggio (1913)
- Lieutenant Jones – cortometraggio (1913)
- The Tattle Battle – cortometraggio (1913)
- The Leopard Tamer – cortometraggio (1913)
- The Stolen Melody – cortometraggio (1913)
- Indian Summer – cortometraggio (1913)
- The Girl and the Judge – cortometraggio (1913)
- Woman: Past and Present – cortometraggio (1913)
- Dad's Little Girl – cortometraggio (1913)
- A Western Romance – cortometraggio (1913)
- The Reformation of Dad – cortometraggio (1913)
- The Tree and the Chaff – cortometraggio (1913)
- Man and His Other Self – cortometraggio (1913)
- The Mansion of Misery – cortometraggio (1913)
- The Child of the Sea – cortometraggio (1913)
- Sissybelle – cortometraggio (1913)
- The Missionary and the Actress – cortometraggio (1913)
- Only Five Years Old – cortometraggio (1913)
- The Tide of Destiny – cortometraggio (1913)

### Sceneggiatore
- Saved by Fire, regia di Lem B. Parker – cortometraggio (1912)
- When Helen Was Elected, regia di Lem B. Parker – cortometraggio (1912)
- The Millionaire Vagabonds, regia di Lem B. Parker – cortometraggio (1912)
- The Lipton Cup: Introducing Sir Thomas Lipton, regia di Lem B. Parker – cortometraggio (1913)
- Two Men and a Woman, regia Lem B. Parker – cortometraggio (19113)
- Her Guardian, regia di Lem B. Parker – cortometraggio (1913)
- The Girl and the Judge, regia di Lem B. Parker – cortometraggio (1913)
- Woman: Past and Present, regia di Lem B. Parker – cortometraggio (1913)
- Man and His Other Self, regia di Lem B. Parker – cortometraggio (1913)
- The Mansion of Misery, regia di Lem B. Parker – cortometraggio (1913)

### Attore
- Tempted by Necessity, regia di Lem B. Parker – cortometraggio (1912)
- Harbor Island, regia di Lem B. Parker – cortometraggio (1912)
- The Governor's Daughter, regia di Lem B. Parker – cortometraggio (1913)